# Steve Whitmire
Steve Lawrence Whitmire (Atlanta, 24 settembre 1959) è un doppiatore e burattinaio statunitense.
Steve Whitmire ha iniziato a lavorare con i Muppet nel 1978 come un burattinaio nel Muppet Show eseguendo personaggi minori e comparse. Negli anni successivi, diventò burattinaio di personaggi più importanti come Rizzo il Ratto, Bean Bunny, Lips, il trombettista e Wembley. Dopo la morte di Jim Henson nel 1990, Whitmire eseguì due dei suoi personaggi principali: Ernie e Kermit la Rana.